# Síň slávy orientačního sportu
Síň slávy orientačních sportů sdružuje osobnosti, které byly oceněné Českým svazem orientačních sportů za významný přínos českému nebo československému orientačnímu sportu.
Ocenění jsou vyhlašována každoročně od roku 2011 vždy se slavnostním vyhlášením výsledků Ankety o nejlepšího orientačního sportovce.

## Oceněné osobnosti

### 2011
- Tomáš Kohout - v letech 1969 až 1981 trenér československé reprezentace v orientačním běhu (7× MS v OB), zavedl moderní systém přípravy závodníků s důrazem na atletický trénink.[2]

### 2012
- Anna Gavendová - v letech 1967 až 1981 úspěšná československá reprezentantka v OB i LOB (2 + 2 bronzové medaile ze štafet z MS, 225 reprezentačních startů) a zároveň v letech 1989 až 1997 úspěšná trenérka žen české a československé reprezentace.[3]

- Jaroslav Havlík - jako zakladatel OB v Jičíně významně přispěl ve všech profesích od předsedy klubu přes trenéra a rozhodčího, zakládal populární pětidenní závody v Českém ráji, též velmi úspěšný závodník na MS veteránů.[4]

### 2013
- Vlasta Zlesáková - dlouholetá trenérka dorosteneckých a juniorských reprezentačních družstev v LOB vychovala mnoho úspěšných závodníků, její zásluhou je orientační běh od roku 1991 součástí sportovního gymnázia v Jilemnici.[5]

- Jaroslav Křtěnský - dlouholetý závodník, trenér, kartograf, svazový činovník a pořadatel významných závodů (Bohemia, MS veteránů, MČR).[6]

### 2014
- Renata Vlachová - v letech 1969 až 1977 úspěšná československá reprezentantka v OB a LOB (2 + 1 bronzová medaile ze štafet z MS), v letech 1996 – 2001 vedoucí trenérkou dorostu ČR v OB, od roku 1998 pracovala v komisi orientačního běhu při České asociaci univerzitního sportu (ČAUS).[7]

- Alois Láznička - účastník prvního MS v OB v roce 1966 ve Finsku, úspěšný závodník, dlouholetý trenér a pořadatel závodů, stál u zrodu výroby speciální obuvi pro orientační běh v tehdejší obuvnické továrně Svit.[7]

### 2015
- Zdeněk Lenhart - v letech 1970 až 1981 úspěšný československý reprezentant v OB (7× MS, 2 bronzové medaile ze štafet MS), několikanásobný Mistr Československa, později velmi aktivní mapař (přes 250 map) a také skvělý metodik - publikace Technika a taktika orientačního běhu (1976), Stavba tratí (1988) a Tvorba map pro OB (2000) jsou stále aktuální a slouží dalším a dalším generacím.[8]

### 2016
- Jiří Ticháček - v letech 1971 až 1981 úspěšný československý reprezentantem v OB a LOB (1 + 1 bronzová medaile ze štafet MS), v letech 1981 – 1987 trenér reprezentačního družstva žen, v letech 1988 až 1990 předseda komise vrcholového sportu svazu OB, 1990 – 1992 předseda federálního svazu OB, též předseda oddílu OB Jičín a ředitel mnoha závodů.[9]

- Petr Weber - dlouholetý trenér v oddíle, tréninkovém středisku mládeže, československé juniorské reprezentace a v letech 1987 až 1989 trenér ženské reprezentace Československa.[10]

### 2017
- Evžen Cigoš - v letech 1970 až 1977 člen reprezentačního družstva OB, později aktivní mapař (přes 200 map) a od roku 1994 zakladatel a předseda Nadace orientačního běhu podporující talenty v orientačním běhu.[11]

- Ivan Matějů - v letech 1990 až 2008 generální sekretář ČSOS, v letech 1968 až 1974 člen reprezentace v OB, následně v 1974 – 1981 ve funkci technického vedoucího a trenéra reprezentace, později předseda komise reprezentace.[12]

### 2018
- Zdeněk Zuzánek - československý reprezentant v OB i LOB (účast na 4 MS), šéftrenér reprezentace LOB, asistent u týmu OB, předseda komise reprezentace.[13]

### 2019
- Svatava Nováková - československá reprezentantka v OB i LOB[14]
- Václav Zakouřil - československý reprezentant v LOB[15]

### 2020
Vyhlášení se z důvodu pandemických omezení nekonalo.

### 2021
- Jana Bruková (Cieslarová) - československá a česká reprezentantka v OB, získala první zlatou medaili pro Česko v individuálním závodě žen na mistrovství světa.[16]
- Petr Kozák - československý a český reprezentant v OB, jediný český orientační běžec, který získal zlatou medaili v individuálním závodě mužů na mistrovství světa.[17]

### 2022
- Iva Mádlová (Slaninová) - československá reprezentantka v OB, trenérka mládeže[18]
- Mária Kovaříková (Honzová) - československá a česká reprezentantka v OB, trenérka mládeže[19]

### 2023
- Ada Kuchařová - československá reprezentantka v OB[20]
- Petr Sopoušek - redaktor Redakce sportu TS Brno, podílel se na mnoha přenosech z českých i světových závodů v orientačním běhu[21]

### 2024
- Radan Kamenický - dlouholetý předseda ČSOS, pořadatel domácích a mezinárodních akcí i aktivní závodník [22]

- Přemek Škoda - dlouholetý předseda sekce LOB, pořadatel domácích a mezinárodních akcí i aktivní závodník [22]